# Le Grand-Trixhe
Le Grand Trixhe  appelé aussi Grand-Trixhe est un hameau de la commune belge de Ferrières en province de Liège. 
Avant la fusion des communes, le hameau faisait partie de la commune de Werbomont.

## Situation
Le hameau du Grand-Trixhe se situe sur la route nationale 66 entre Ferrières et Werbomont ainsi que sur la rue du 7 septembre qui mène à Bosson et les quelques voiries qui s'y raccordent.

## Toponymie
Un trieux, ainsi que les variantes tri, triche, trixhe ou try, est un mot wallon, provenant du moyen-néerlandais "driesch" signifiant : friche. Au cours du temps cette signification a évolué de façon à désigner spécifiquement la prairie commune qu'on retrouvait dans les villages du sud des anciens Pays-Bas.

## Description
Les habitations les plus anciennes du hameau sont des fermettes bâties en moellons de grès se trouvant le long de la N.66 alors que la plupart des habitations de la rue du 7 septembre sont de construction plus récente.